# Reichstagswahlkreis Regierungsbezirk Kassel 5

Die Wahlkreisaufteilung des Deutschen Reichs.

Der Reichstagswahlkreis Regierungsbezirk Kassel 5 (in der reichsweiten Durchnummerierung auch Reichstagswahlkreis 197; nach den Kreisstädten der beiden Landkreise, die den Wahlkreis bildeten auch Reichstagswahlkreis Marburg-Frankenberg genannt) war der fünfte Reichstagswahlkreis im Regierungsbezirk Kassel der preußischen Provinz Hessen-Nassau für die Reichstagswahlen im Deutschen Reich und im Norddeutschen Bund von 1867 bis 1918. Der ländlich und evangelisch geprägte Wahlkreis war eine Hochburg der Konservativen und ab 1887 der sogenannten Antisemitenparteien.

## Wahlkreiszuschnitt
Er umfasste die ehemaligen kurhessischen Kreise Marburg, Frankenberg und Kirchhain.
| Jahr | Einwohner |
| ---- | --------- |
| 1890 | 92.799    |
| 1895 | 93.690    |
| 1900 | 95.624    |
| 1905 | 100.875   |
| 1910 | 105.413   |

|      | Landwirtschaft | Industrie und Gewerbe | Handel und Dienstleistungen |
| ---- | -------------- | --------------------- | --------------------------- |
| 1895 | 64,4           | 20,8                  | 14,9                        |
| 1907 | 61,7           | 22,4                  | 15,9                        |

|      | Evangelisch | Katholisch |
| ---- | ----------- | ---------- |
| 1890 | 83,9        | 13,1       |
| 1905 | 84,3        | 12,8       |
| 1910 | 83,5        | 12,8       |

## Abgeordnete
| Wahl                                        | Abgeordneter                       | Partei                                                                                     | Bild |
| ------------------------------------------- | ---------------------------------- | ------------------------------------------------------------------------------------------ | ---- |
| Reichstagswahl Februar 1867 bis August 1867 | Wilhelm Jungermann                 | Nationalliberale Partei                                                                    | 0    |
| Reichstagswahl August 1867 bis 1871         | Friedrich Nebelthau                | Nationalliberale Partei                                                                    |      |
| Reichstagswahl 1871 bis 1874                | Karl Grimm                         | Deutschkonservative Partei                                                                 | 0    |
| Reichstagswahl 1874 bis 1877                | Gottfried Fenner                   | Nationalliberale Partei                                                                    | 0    |
| Reichstagswahl 1877 bis 1881                | August von Ende                    | Freikonservative Partei                                                                    |      |
| Reichstagswahl 1881 bis 1884                | Wilhelm Christoph Friedrich Arnold | Deutschkonservative Partei                                                                 | 0    |
| Reichstagswahl 1884 bis 1887                | Karl Grimm                         | Deutschkonservative Partei                                                                 | 0    |
| Reichstagswahl 1887 bis 1903                | Otto Böckel                        | Antisemit (Antisemitische Volkspartei/ Deutsche Reformpartei/ Deutschsoziale Reformpartei) |      |
| Reichstagswahl 1903 bis 1907                | Hellmut von Gerlach                | Nationalsozialer Verein                                                                    |      |
| Reichstagswahl 1907 bis 1912                | Karl Böhme                         | Deutschsoziale Reformpartei                                                                |      |
| Reichstagswahl 1912 bis 1918                | Johann Rupp                        | Deutschsoziale Partei                                                                      |      |

## Wahlen

### 1867 (Februar)
Es fand nur ein Wahlgang statt. Die Zahl der gültigen Stimmen betrug 10279.
| Kandidat                        | Partei          | Stimmen | in %   | Anmerkungen |
| ------------------------------- | --------------- | ------- | ------ | ----------- |
| Wilhelm Jungermann              | Nationalliberal | 8329    | 81,0 % | 0           |
| Wilhelm Schenck zu Schweinsberg | Altliberal      | 1762    | 17,1 % | 0           |
| 0                               | Sonstige        | 188     | 1,8    | 0           |

### 1867 (August)
Es fand nur ein Wahlgang statt. Die Zahl der abgegebenen Stimmen betrug 5222, die der gültigen Stimmen 5220.
| Kandidat            | Partei          | Stimmen | in %   | Anmerkungen |
| ------------------- | --------------- | ------- | ------ | ----------- |
| Friedrich Nebelthau | Nationalliberal | 4537    | 86,9 % | 0           |

### 1871
Es fanden zwei Wahlgäng statt. Die Zahl der Wahlberechtigten betrug 17.025. Die Zahl der abgegebenen Stimmen betrug im ersten Wahlgang 7141, die der gültigen Stimmen 7141. Die Wahlbeteiligung belief sich auf 41,9 %.
| Kandidat                     | Partei         | Stimmen | in %   | Anmerkungen |
| ---------------------------- | -------------- | ------- | ------ | --- |
| Karl Grimm                   | Konservativ    | 2103    | 29,5 % | 0 |
| Oskar von Meibom             | NLP            | 3081    | 43,3 % | 0 |
| Emil Josef Ruez              | Zentrum        | 1462    | 20,5 % | (1830–1887), 1868 Gastwirt und Poststellenverwalter in Amöneburg, 1871 dort Postagent und 1866 bis 1887 dort Bürgermeister |
| Volpertus Heinrich Schneider | Sozialdemokrat | 466     | 6,5 %  | Fabrikarbeiter (Schuhmacher), zunächst Lassalleaner, seit etwa 1871 SDAP                                                   |
| 0                            | Sonstige       | 11      | 0,2    | 0 |

Die Zahl der abgegebenen Stimmen betrug in der Stichwahl 8638, die der gültigen Stimmen 8627. Die Wahlbeteiligung belief sich auf 50,7 %.
| Kandidat         | Partei      | Stimmen | in %   | Anmerkungen |
| ---------------- | ----------- | ------- | ------ | ----------- |
| Karl Grimm       | Konservativ | 4862    | 56,3 % | 0           |
| Oskar von Meibom | NLP         | 3765    | 43,6 % | 0           |

### 1874
Es fanden zwei Wahlgäng statt. Die Zahl der Wahlberechtigten betrug 15.819. Die Zahl der abgegebenen Stimmen betrug im ersten Wahlgang 9945, die der gültigen Stimmen 9935. Die Wahlbeteiligung belief sich auf 62,9 %.
| Kandidat                     | Partei          | Stimmen | in %   | Anmerkungen |
| ---------------------------- | --------------- | ------- | ------ | ----------- |
| Karl Grimm                   | Konservativ     | 2958    | 29,8 % | 0           |
| Gottfried Fenner             | NLP             | 2958    | 29,8 % | 0           |
| Volpertus Heinrich Schneider | Sozialdemokrat  | 1292    | 13,0 % |             |
| Wilhelm Uloth                | Partikularisten | 2717    | 27,3 % |             |
| 0                            | Sonstige        | 10      | 0,1    | 0           |

Die Zahl der gültigen Stimmen betrug in der Stichwahl 9277. Die Wahlbeteiligung belief sich auf 58,7 %.
| Kandidat         | Partei      | Stimmen | in %   | Anmerkungen |
| ---------------- | ----------- | ------- | ------ | ----------- |
| Karl Grimm       | Konservativ | 4139    | 44,6 % | 0           |
| Gottfried Fenner | NLP         | 5138    | 55,4 % | 0           |

### 1877
Es fand nur ein Wahlgang statt. Die Zahl der Wahlberechtigten betrug 16.841. Die Zahl der abgegebenen Stimmen betrug 10.232, die der gültigen Stimmen 10.215. Die Wahlbeteiligung belief sich auf 60,8 %.
| Kandidat        | Partei          | Stimmen | in %   | Anmerkungen                                                                       |
| --------------- | --------------- | ------- | ------ | --------------------------------------------------------------------------------- |
| August von Ende | DRP             | 5835    | 57,1 % | 0                                                                                 |
| Heinrich Lauer  | SAP             | 1061    | 10,4 % | (1816–1894), vor der Annexion kurhessischer Landtagsabgeordneter                  |
| Karl Majerus    | Partikularisten | 3308    | 32,4 % | Stadtratsmitglied in Marburg, vor der Annexion kurhessischer Landtagsabgeordneter |
| 0               | Sonstige        | 11      | 0,1    | 0                                                                                 |

### 1878
Es fand nur ein Wahlgang statt. Die Zahl der Wahlberechtigten betrug 16.806. Die Zahl der abgegebenen Stimmen betrug 8274, die der gültigen Stimmen 8248. Die Wahlbeteiligung belief sich auf 49,2 %.
| Kandidat                | Partei   | Stimmen | in %   | Anmerkungen                                       |
| ----------------------- | -------- | ------- | ------ | ------------------------------------------------- |
| August von Ende         | DRP      | 6441    | 78,1 % | 0                                                 |
| Philipp Heinrich Müller | Zentrum  | 1626    | 19,7 % | (1811–1890), Pfarrer und Landdechant in Amöneburg |
| Heinrich Lauer          | SAP      | 156     | 1,9 %  |                                                   |
| 0                       | Sonstige | 25      | 0,3    | 0                                                 |

### 1881
Es fand nur ein Wahlgang statt. Die Zahl der Wahlberechtigten betrug 16.905. Die Zahl der abgegebenen Stimmen betrug 9579, die der gültigen Stimmen 9561. Die Wahlbeteiligung belief sich auf 56,7 %.
| Kandidat          | Partei      | Stimmen | in %   | Anmerkungen                                                                            |
| ----------------- | ----------- | ------- | ------ | -------------------------------------------------------------------------------------- |
| Wilhelm Arnold    | Konservativ | 5749    | 60,1 % | 0                                                                                      |
| Julius Westerkamp | NLP         | 3639    | 38,1 % | (1839–1912), 1876 bis 1910 Professor für Öffentliches Recht an der Universität Marburg |
| August Bebel      | SAP         | 159     | 1,7 %  |                                                                                        |
| 0                 | Sonstige    | 14      | 0,1    | 0                                                                                      |

### Ersatzwahl 1883
Nach dem Tod von Wilhelm Arnold am 2. Juli 1883 war eine Ersatzwahl notwendig. Bei der Ersatzwahl am 20. November 1883 fand nur ein Wahlgang statt. Die Zahl der Wahlberechtigten betrug 16.387. Die Zahl der abgegebenen Stimmen betrug 8095, die der gültigen Stimmen 8084. Die Wahlbeteiligung belief sich auf 49,4 %.
| Kandidat          | Partei      | Stimmen | in %   | Anmerkungen |
| ----------------- | ----------- | ------- | ------ | ----------- |
| Karl Grimm        | Konservativ | 5928    | 73,3 % | 0           |
| Julius Westerkamp | NLP         | 2144    | 26,5 % |             |
| 0                 | Sonstige    | 12      | 0,1    | 0           |

### 1887
Es fand nur ein Wahlgang statt. Die Zahl der Wahlberechtigten betrug 17.487. Die Zahl der abgegebenen Stimmen betrug 13.105, die der gültigen Stimmen 13.090. Die Wahlbeteiligung belief sich auf 74,9 %.
| Kandidat                      | Partei      | Stimmen | in %   | Anmerkungen |
| ----------------------------- | ----------- | ------- | ------ | ----------- |
| Otto Boeckel                  | Antisemit   | 7411    | 56,6 % | 0           |
| Karl Grimm                    | Konservativ | 4314    | 33,0 % | 0           |
| Ludwig Windthorst             | Zentrum     | 301     | 2,3 %  |             |
| Franz Schenk von Stauffenberg | DFrP        | 1057    | 8,1 %  |             |
| 0                             | Sonstige    | 7       | 0,0    | 0           |

### 1890
Es fand nur ein Wahlgang statt. Die Zahl der Wahlberechtigten betrug 18.103. Die Zahl der abgegebenen Stimmen betrug 13.507, die der gültigen Stimmen 13.495. Die Wahlbeteiligung belief sich auf 74,6 %.
| Kandidat           | Partei    | Stimmen | in %   | Anmerkungen |
| ------------------ | --------- | ------- | ------ | ----------- |
| Otto Boeckel       | Antisemit | 8739    | 64,8 % | 0           |
| Heinrich Steinmetz | DRP       | 3361    | 24,9 % | 0           |
| Ludwig Windthorst  | Zentrum   | 946     | 7,0 %  |             |
| Heinrich Lauer     | SPD       | 433     | 3,2 %  |             |
| 0                  | Sonstige  | 16      | 0,1    | 0           |

### 1893
Es fanden zwei Wahlgäng statt. Die Zahl der Wahlberechtigten betrug 18.745. Die Zahl der abgegebenen Stimmen betrug im ersten Wahlgang 13.868, die der gültigen Stimmen 13.851. Die Wahlbeteiligung belief sich auf 74,0 %.
| Kandidat          | Partei      | Stimmen | in %   | Anmerkungen                  |
| ----------------- | ----------- | ------- | ------ | ---------------------------- |
| Otto Boeckel      | DRefP       | 6736    | 48,6 % | 0                            |
| Carl Lucke        | Konservativ | 2754    | 19,9 % | 0                            |
| Heinrich Kaiser   | NLP         | 809     | 5,8 %  | Kreistierarzt in Marburg     |
| Richard Müller    | Zentrum     | 1600    | 11,6 % | 0                            |
| Georg Schott jun. | FrVP        | 1425    | 10,3 % | Bäckermeister in Frankenberg |
| Paul John         | SPD         | 357     | 2,6 %  | Schriftsetzer, Redakteur     |
| Julius Martin     | HessRP      | 166     | 1,2 %  |                              |
| 0                 | Sonstige    | 4       | 0,0    | 0                            |

Die Zahl der abgegebenen Stimmen betrug in der Stichwahl 12.815, die der gültigen Stimmen 12.740. Die Wahlbeteiligung belief sich auf 68,4 %.
| Kandidat     | Partei      | Stimmen | in %   | Anmerkungen |
| ------------ | ----------- | ------- | ------ | ----------- |
| Otto Boeckel | DRefP       | 8778    | 68,9 % | 0           |
| Carl Lucke   | Konservativ | 3962    | 31,1 % | 0           |

### 1898
Es fanden zwei Wahlgäng statt. Die Zahl der Wahlberechtigten betrug 19.232. Die Zahl der abgegebenen Stimmen betrug im ersten Wahlgang 11.088, die der gültigen Stimmen 11.070. Die Wahlbeteiligung belief sich auf 57,7 %.
| Kandidat                 | Partei      | Stimmen | in %   | Anmerkungen                                    |
| ------------------------ | ----------- | ------- | ------ | ---------------------------------------------- |
| Otto Boeckel             | DRefP       | 2818    | 25,5 % | 0                                              |
| Conrad von Bartenwerffer | Konservativ | 2370    | 21,4 % | preußischer General der Infanterie (1835–1919) |
| Richard Müller           | Zentrum     | 1910    | 17,2 % | 0                                              |
| Hellmut von Gerlach      | NSV         | 1841    | 16,6 % |                                                |
| Wilhelm Liebknecht       | SPD         | 496     | 4,5 %  | Schriftsetzer, Redakteur                       |
| Julius Martin            | HessRP      | 65      | 0,6 %  | 0                                              |
| Paul Bader               | HessVP      | 1565    | 14,1 % | 0                                              |
| 0                        | Sonstige    | 5       | 0,0    | 0                                              |

Die Zahl der abgegebenen Stimmen betrug in der Stichwahl 10.487, die der gültigen Stimmen 10.457. Die Wahlbeteiligung belief sich auf 54,5 %.
| Kandidat                 | Partei      | Stimmen | in %   | Anmerkungen |
| ------------------------ | ----------- | ------- | ------ | ----------- |
| Otto Boeckel             | DRefP       | 5517    | 52,8 % | 0           |
| Conrad von Bartenwerffer | Konservativ | 4940    | 47,2 % | 0           |

### 1903
Es fanden zwei Wahlgänge statt. Die Zahl der Wahlberechtigten betrug 20.109. Die Zahl der abgegebenen Stimmen betrug im ersten Wahlgang 14.331, die der gültigen Stimmen 14.299. Die Wahlbeteiligung belief sich auf 71,3 %.
| Kandidat                 | Partei      | Stimmen | in %   | Anmerkungen |
| ------------------------ | ----------- | ------- | ------ | ----------- |
| Hellmut von Gerlach      | NSV         | 3605    | 25,2 % |             |
| Oswald Zimmermann        | RefP        | 2385    | 16,7 % | 0           |
| Karl Rabe von Pappenheim | Konservativ | 4907    | 34,3 % | 0           |
| Joseph Baum              | Zentrum     | 1892    | 13,2 % | 0           |
| Paul Bader               | SPD         | 1490    | 10,4 % | 0           |
| 0                        | Sonstige    | 20      | 0,2    | 0           |

Die Zahl der abgegebenen Stimmen betrug in der Stichwahl 14.891, die der gültigen Stimmen 14.852. Die Wahlbeteiligung belief sich auf 74,1 %.
| Kandidat                 | Partei      | Stimmen | in %   | Anmerkungen |
| ------------------------ | ----------- | ------- | ------ | ----------- |
| Karl Rabe von Pappenheim | Konservativ | 7037    | 47,4 % | 0           |
| Hellmut von Gerlach      | NSV         | 7815    | 52,6 % | 0           |

### 1907
Es fanden zwei Wahlgänge statt. Die Zahl der Wahlberechtigten betrug 21.789. Die Zahl der abgegebenen Stimmen betrug im ersten Wahlgang 18.546, die der gültigen Stimmen 18.525. Die Wahlbeteiligung belief sich auf 85,1 %.
| Kandidat            | Partei   | Stimmen | in %   | Anmerkungen |
| ------------------- | -------- | ------- | ------ | ----------- |
| Carl Böhme          | DSozP    | 9077    | 49,0 % | 0           |
| Friedrich Siebert   | NLP      | 1074    | 5,8 %  | 0           |
| Anton Klocke        | Zentrum  | 2371    | 12,8 % | MdL         |
| Hellmut von Gerlach | FrVg     | 4396    | 23,7 % | 0           |
| Robert Dissmann     | SPD      | 1554    | 8,4 %  | 0           |
| Martin Julius       | HessRP   | 53      | 0,3 %  | 0           |
| 0                   | Sonstige | 0       | 0,0    | 0           |

Die Zahl der abgegebenen Stimmen betrug in der Stichwahl 18.749, die der gültigen Stimmen 18.719. Die Wahlbeteiligung belief sich auf 86,0 %.
| Kandidat            | Partei | Stimmen | in %   | Anmerkungen |
| ------------------- | ------ | ------- | ------ | ----------- |
| Carl Böhme          | DSozP  | 10.445  | 55,8 % | 0           |
| Hellmut von Gerlach | FrVg   | 8274    | 44,2 % | 0           |

### 1912
Es fanden zwei Wahlgänge statt. Die Zahl der Wahlberechtigten betrug 23.320. Die Zahl der abgegebenen Stimmen betrug im ersten Wahlgang 19.452, die der gültigen Stimmen 19.417. Die Wahlbeteiligung belief sich auf 83,4 %.
| Kandidat             | Partei    | Stimmen | in %   | Anmerkungen                                                                        |
| -------------------- | --------- | ------- | ------ | ---------------------------------------------------------------------------------- |
| Johann Heinrich Rupp | DSozP     | 5925    | 30,5 % | 0                                                                                  |
| Otto Boeckel         | Antisemit | 2686    | 13,8 % | 0                                                                                  |
| Victor Bredt         | DRP       | 3546    | 18,3 % | 0                                                                                  |
| Hellmut von Gerlach  | DV        | 6151    | 31,7 % | 0                                                                                  |
| Georg Diehl          | SPD       | 1100    | 5,7 %  | (1866–1917), Dachdecker, Vorsitzendes des Hauptausschusses des Dachdeckerverbandes |
| 0                    | Sonstige  | 9       | 0,0    | 0                                                                                  |

Die Zahl der abgegebenen Stimmen betrug in der Stichwahl 20.144, die der gültigen Stimmen 20.072. Die Wahlbeteiligung belief sich auf 86,4 %.
| Kandidat             | Partei | Stimmen | in %   | Anmerkungen |
| -------------------- | ------ | ------- | ------ | ----------- |
| Johann Heinrich Rupp | DSozP  | 11.578  | 57,7 % | 0           |
| Hellmut von Gerlach  | DV     | 8494    | 42,3 % | 0           |